# Neufmoulin
Neufmoulin – miejscowość i gmina we Francji, w regionie Hauts-de-France, w departamencie Somma.
Według danych na rok 2011 gminę zamieszkiwały 353 osoby, a gęstość zaludnienia wynosiła 80 osób/km² (wśród 2293 gmin Pikardii Neufmoulin plasuje się na 634. miejscu pod względem liczby ludności, natomiast pod względem powierzchni na miejscu 930.).